# Vicente Escudero

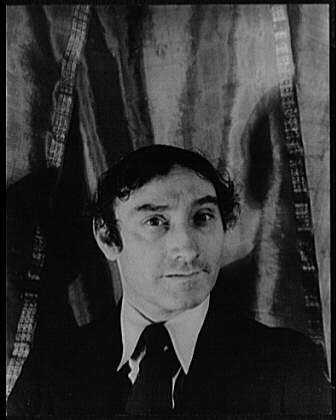
Vicente Escudero (1933)

Vicente Escudero Urive oder Vicente Escudero Uribe (* 27. Oktober 1888 in Valladolid; † 4. Dezember 1980 in Barcelona) war ein spanischer Flamencotänzer und Choreograf.
Als Tänzer und Theoretiker prägte er die Entwicklung des Flamenco im 20. Jahrhundert. Als erster wagte er es, die Seguiriya, die zuvor nur als musikalische Form praktiziert wurde, auch tänzerisch in Szene zu setzen. Wie Carmen Amaya streng, karg und energisch im Stil, von großer Originalität und Kreativität, war er gleichwohl leidenschaftlicher Kämpfer für die reinen Traditionen.

## Leben

### Kindheit und Jugend
Vicente Escudero wuchs in Valladolid im Stadtviertel Barrio de San Juan auf. Sein Vater, ein Schuhmacher, strebte für seinen Sohn ein Leben im Wohlstand an und suchte für ihn einen aussichtsreichen Beruf, jedoch erfolglos. Der Junge fühlte sich zur Musik, zum Tanz und zu den Gitanos in seinem Stadtviertel hingezogen. Ihre Kinder waren seine Spielkameraden.
Begeistert für ihre Musik, übte er sich bei jeder sich bietenden Gelegenheit im Zapateado, im rhythmischen Fußtrommeln. Besonders angetan war er von den metallischen Tönen, die er auf Kanaldeckeln erzeugen konnte. Er zog ihren Klang dem stumpfen Ton des Erdbodens und den dunkleren Vibrationen hölzerner Platten vor, bevor er bevorzugt auf hölzernen Tischen, die einen trockeneren Klang als widerhallende Flächen ergaben, tanzte. So schuf er seine eigenen Kompositionen. Oft geriet er damit seinen begleitenden Gitarristen ins Gehege, denn er hielt sich ein um das andere Mal nicht an den hergebrachten Rhythmus, den Compás, den diese verinnerlicht hatten. Eine seiner ersten Kompositionen war El tren, der Zug. Nach einem Pianissimo-Beginn nimmt das Stück Tempo und Lautstärke auf, imitiert das Rumpeln und Rattern eines Eisenbahnzuges in den Kurven und auf gerader Strecke, gibt sogar den Halt und die Fußgeräusche der aus- und einsteigenden Fahrgäste an den Bahnhöfen wieder.

### Harte Anfänge

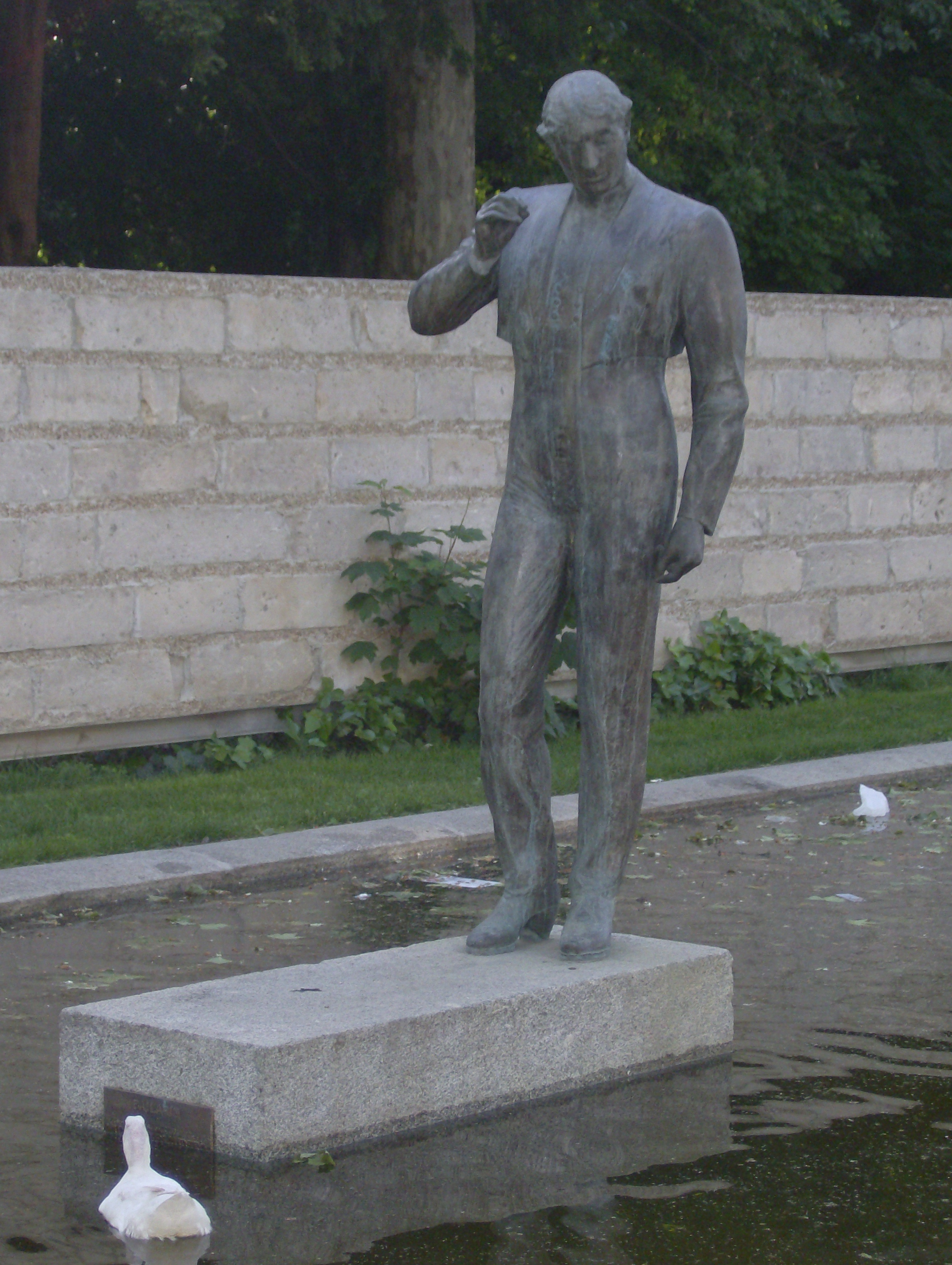
Vicente Escudero; Skulptur in seiner Geburtsstadt Valladolid

Er war sich jedoch bewusst, dass dies noch kein Flamenco war. Er wollte ernsthaft Kenntnis erwerben, enterarse, wie man in jenen Tagen sagte. Enterao zu sein bedeutete nicht nur, den Rhythmus eines jeden Tanzes zu beherrschen, sondern auch, dem Gitarristen präzis Signal zu geben, wann ein Wechsel angebracht war, eine Falseta oder ein Desplante. Das setzte natürlich voraus, dass der Gitarrist ebenfalls enterao war. Also zog er 1905 nach Madrid und trat dort im renommierten Café La Marina auf. Dort konnte er sich nur einige Tage halten, denn mit seinem unbeholfenen Rhythmus behinderte er die anderen Musiker. Sie fanden, dass er nicht enterao sei, und er gab später zu, dass sie recht hatten.
Er ließ sich jedoch nicht entmutigen und zog weiter nach Santander. Im dortigen Café Brillante stand er immerhin eine Saison durch. Seine nächste Station war Bilbao. Dort traf er im Café de las Columnas auf Antonio el de Bilbao. Ihn lernte Vicente Escudero schätzen als „eine aufrichtige und gute Person, die nichts dagegen hatte, die Geheimnisse des Flamenco zu lehren, wenn sie einen Kerl mit Leidenschaft und Talent vor sich hatte.“ Von Antonio lernte er die rhythmischen und technischen Grundlagen des Tanzes.
Antonio erzählte ihm von El Jorabao aus Linares; also reiste er dorthin, um ihn tanzen zu sehen. Anscheinend verbrachte er auch einige Zeit in Granadas Stadtviertel Sacromonte.
Mit seiner nun ausgebildeten Kunstfertigkeit trat Vicente Escudero regelmäßig in den Flamenco-Cafés, den Cafés de cante, auf. Nun hatte er keine Probleme mehr mit seinen Musikerkollegen, aber zufrieden mit dieser Arbeit war er nicht. Er hatte die Unverschämtheiten von Trunkenbolden zu ertragen, die Respektlosigkeiten reicher Schnösel, die ihn wie einen billigen Possenreißer behandelten. So begab er sich abermals auf Tour, bereiste die Dörfer Spaniens. Er trat in den Kinos auf, die damals im ganzen Land eröffnet wurden, tanzte dort eine Farruca oder einen komischen Tanguillo – Auftritte, die äußerst schlecht bezahlt waren. Darüber hinaus bestand zu jener Zeit ständig die Gefahr, aufgegriffen und zum Militärdienst gezwungen zu werden.
So wechselte er hinüber nach Portugal. Begleitet von einem Gitarristen, bereiste er dieses Land ein Jahr lang von einem Ende bis zum anderen.

### Paris
Von Portugal aus reiste Vicente Escudero nach Paris, debütierte dort in einem kleinen Theater im Eiffelturm, trat in verschiedenen kleinen Cabarets und Varietés auf. Kurz darauf, von 1912 bis 1914, führten ihn Reisen in die Metropolen Europas, nach England, in die Schweiz, nach Österreich, Schweden, Deutschland, Italien, Russland und die Türkei. Bei Kriegsausbruch 1914 weilte er in München, reiste von dort nach Italien, Ägypten, Palästina, Persien und bis nach Indien.
1920 veranstaltete das Théâtre de la Comédie einen internationalen Tanzwettbewerb. Mit seinem Tanz Pasodoble garboso gewann Vicente Escudero den ersten Preis und tausend Francs. Mit dem Geld richtete er sich in Paris ein und ließ seine Eltern aus Valladolid nachkommen. Der Preis öffnete ihm die großen Bühnen von Paris. Um Geld zu verdienen, musste er sich jedoch dem Publikumsgeschmack anpassen und jene Tangos tanzen, die damals in Paris en vogue waren. Bald hatte er den Ruf eines Salontänzers, eines Danceur mondain.
Der Patron, der Besitzer des bekannten Tanzcafés, in dem er damals ein Engagement hatte, erlaubte ihm schließlich, drei Abende lang Flamenco zu tanzen. Zum ungläubigen Erstaunen des Patron wurde es ein Riesenerfolg; der Auftritt des ersten Abends sprach sich schnell herum, und am zweiten und dritten Abend war das Lokal rappelvoll. Der Patron bot ihm daraufhin einen lukrativen Vertrag an; Vicente Escudero zog jedoch ein Engagement im Olympia vor. Im Olympia wurde der Impresario Sergei Djagilew auf ihn aufmerksam und engagierte ihn. 1922 kündigte Vicente Escudero diesen Vertrag und begann, seine eigene Kompanie aufzubauen. Neben dem Flamenco nahm er weitere spanische Tänze in ihr Repertoire auf, choreografierte Musik von Manuel de Falla, Joaquín Turina, Isaac Albéniz und Enrique Granados. Mit diesem Programm hatte die Kompanie im Juni 1924 schließlich ihren ersten Auftritt in Paris. 1925 machte er Furore mit einer Aufführung von El amor brujo von Manuel de Falla, in einer Choreografie von La Argentina. Er selbst tanzte die männliche Hauptrolle, Carmelo.
In jenen Jahren lernte er die Tänzerin Carmita García kennen; sie wurde seine Tanzpartnerin und Lebensgefährtin.
Er befand sich nun auf dem Gipfel seines Ruhms und hätte dessen Früchte genießen können. Stattdessen zog er es vor, sich der Pariser Künstler- und Literatenszene anzuschließen, sich an ihren Abendgesellschaften zu beteiligen. Er lernte Fernand Léger, Juan Gris, André Breton, Luis Buñuel, Man Ray, Pablo Picasso, Joan Miró und andere kennen, setzte sich mit den Konzepten des Kubismus, des Surrealismus und des Dadaismus auseinander. Er begann, eigene Skizzen von choreografischen Konzepten und tänzerischen Posen zu zeichnen. Diese sind heutzutage im Museo del Baile Flamenco in Sevilla ausgestellt.
Er gab den Tanz jedoch keineswegs auf. Gemeinsam mit seinem Freund A. M. Cassandre erwarb er ein kleines Café und tanzte dort für Künstler und Intellektuelle:

«Nunca en mi vida he bailado tan a gusto, ni he conseguido comunicar tanta emoción a mis bailes como en este escenario. En aquella sala tan íntima (…) sentía la impresión de bailar para mi solo, o mejor aún, aunque parecza pretencioso, para toda la humanidad presente y futura. Creaba mi proprio ritmo y sentía el placer de dominar y someter la musica escrita a mi capricho, demostrando que el baile es anterior a ella como forma de expresión artística.»

„Niemals in meinem Leben habe ich je mit solcher Lust getanzt, und nie vermittelte ich in meinen Tänzen so viel Emotion wie auf dieser Bühne. In jenem so intimen Saal (…) hatte ich das Gefühl, für mich alleine zu tanzen, oder besser, auch wenn das jetzt anmaßend klingt, für die gesamte Menschheit der Gegenwart und Zukunft. Ich schuf meinen eigenen Rhythmus und spürte das Vergnügen, die geschriebene Musik zu beherrschen und meinem Geschmack zu unterwerfen. So zeigte ich, dass der Tanz ihr als künstlerische Ausdrucksform vorangeht.“

Finanziell war die Unternehmung jedoch ein Desaster.
In jener Zeit schuf Vicente Escudero auch eines seiner originellsten Stücke, die Danza a los motores: Zum Geräusch zweier Elektromotoren tanzte er auf der Bühne der Salle Pleyel einen Flamenco. Im Juni 1927 organisierte er eine Benefiz-Aufführung für die Opfer des Zweiten Marokkanischen Krieges. Anlässlich dieser Veranstaltung urteilte der Kritiker des El Heraldo:

«Tiene la silueta fina e elegante de un gitano puro y ha dado a su arte una recia personalidad inimitable. Es en el baile español lo que Picasso en la pintura y Falla en la música. Para llegar a Escudero hay que pasar antes por los otros dos.»

„Er hat die feine und elegante Gestalt eines reinen Gitano und hat seiner Kunst eine starke unnachahmliche Persönlichkeit geschenkt. Im spanischen Tanz ist er wie Picasso in der Malerei und Falla in der Musik. Um Escudero zu begreifen, muss man sich zuerst mit diesen beiden anderen beschäftigen.“

### Tänzer der Avantgarde
1929 trat Vicente Escudero in Madrid im Kino Avenida mit einem avantgardistischen Programm auf, mit Choreografien zu Musik von Manuel de Falla, Isaac Albéniz, Enrique Granados und Ernesto Halffter. Er selbst hatte dafür in einer Pressekampagne getrommelt; entsprechend hoch waren die Erwartungen des Publikums. Bekannte Künstler wie Pastora Imperio und El Estampío (Tanz), der Sänger Pepe de la Matrona, sowie die Gitarristen Perico el del Lunar und Luis Yance traten auf. Es kam zu einem Eklat auf offener Bühne, als der andalusische Tänzer El Estampío sich mit großer Geste an Vicente Escudero wandte und ihm sagte: «Señor Escudero, usted no sabe bailar.» („Señor Escudero, Sie können nicht tanzen.“). Dann zog er ein Paar Tanzstiefel auf die Bühne und sagte: «¡Póngaselas! Ellas le enseñarán cómo se baila flamenco.» („Ziehen Sie die an! Sie werden Sie lehren, wie man Flamenco tanzt.“). Ein Teil des Publikums applaudierte El Estampío, andere pfiffen ihn aus. Die Veranstaltung nahm gleichwohl ihren Lauf.
Von Madrid zog er weiter in seine Geburtsstadt Valladolid und von dort nach Bilbao, Saragossa und Barcelona. Der Kritiker Alfonso Puig schrieb in den Novidades Barcelones:

«Escudero (...), enjuto de carnes, aires de iluminado, de una virilidad guerrera, hace crepitar las tablas del escenario y ensordece con sus audaces polifonías de percusión, taconeo, castañuelas de metal, pitos y uñas sonoras. (...) Su acerada lucidez penetrante y revulsiva, monumental y profunda, expresiva y auténtica es más propria a la emoción que al agrado.»

„Escudero (…), spindeldünn, mit der Ausstrahlung eines Erleuchteten und der Männlichkeit eines Kriegers, ließ die Bühnenbretter knistern und betäubte mit seinen kühnen perkussiven Polyphonien von Fußstampfen, Kastagnetten aus Metall, Pfeifen und tönenden Nägeln. (…) Seine bissige, durchdringende, aufstachelnde Klarheit, monumental und tief, ausdrucksstark und authentisch, ist eher der Emotion als der Gefälligkeit eigen.“

Als 1931 Anna Pawlowa starb, folgte Vicente Escudero der Einladung, bei einer Aufführung zu ihren Ehren in London aufzutreten. Es folgten Reisen und Auftritte in Argentinien und den USA. Der Kritiker John Martin hob in der New York Times in einer ausführlichen Kritik die Wesenszüge seiner Darbietung hervor: seine abweisende Ausstrahlung, seine überraschenden Rhythmuswechsel, seine Spontaneität und stets präsente Improvisationsfähigkeit und seine vollendete Meisterschaft in den Fußtechniken. In den 1930er Jahr zog Escudero nach Paris.
Sein Repertoire in jener Zeit bestand aus Soli und Paartänzen mit Carmita García. Herausragende Einzelstücke waren die Farruca Danza del molinero aus Der Dreispitz, Ritmos (wobei er sich mit Zungenschnalzern und Fingernagelschnippen begleitet) und Ritmos sin música, ein ohne festen Rhythmus getanztes Stück, das seinen eigenen Worten zufolge als spontane Improvisation in der Salle Pleyel in Paris entstanden war. Bei den Paartänzen hinterließen Carmita García und er nachhaltigen Eindruck mit:
- der Danza del miedo aus El Amor Brujo;
- Castilla y Córdoba von Issac Albéniz;
- Los requiebros von Enrique Granados;
- einer Folge origineller Alegrías, die er La sonanta nannte;
- einer umwerfend getanzten Jota.

1935 führte er erneut El Amor Brujo auf, diesmal mit einer eigenen Choreografie, in der Radio City Music Hall in New York. Die weibliche Hauptrolle, Candelas, tanzte Carmita García. John Martin schrieb, dass er sowohl seiner Aufgabe als Regisseur als auch seiner Rolle als Tänzer hervorragend gerecht wurde, die Music Hall habe selten eine Aufführung ähnlicher Qualität erlebt. 1939 inszenierte er eine Aufführung in Barcelona mit María de Ávila, sowie 1941 in Madrid im Teatro Español.
Jahrelang – seinen eigenen Worten zufolge fünf Jahre lang – beschäftigte ihn, angeregt auch von seinem Stück Ritmos sin música, der Gedanke, die Seguiriya als Tanz zu interpretieren. Er zögerte zunächst, fürchtete, ein Sakrileg zu begehen, doch schließlich kam er zu dem Entschluss, dass es lohnend sei, ihre Emotion mit einer körperlichen Darstellung, einer „plástica arquitectónica“ zu unterstützen. Gemeinsam mit seinem Gitarristen Eugenio González bereitete er das Arrangement vor. Seine schlichte, geradlinige Interpretation war dem Wesentlichen verpflichtet; sie leistete sich weder Konzessionen an das Publikum noch unnötige Ausschmückungen. Er präsentierte sie 1939 im Teatro Falla in Cádiz und 1940 im Teatro Español in Madrid und im "Palacio de la Música" in Barcelona.
Alfonso Puig schrieb sich nach dieser Vorstellung, damit habe Vicente Escuderos Genie unvergleichliche Größe erreicht, die plastische Form für die pathetische, intime Quintessenz des Gitano-Tanzes sei geschaffen. Es sei ohne Zweifel sein Meisterwerk.
1942 choreografierte er die Tanzszenen im Film Goyescas und trat dort mit seiner ganzen Kompanie auf.

### Zeichner, Autor, Theoretiker
Zu jener Zeit hatte es sich Vicente Escudero längst zur Angewohnheit gemacht, seine Tänze zu zeichnen, bevor er sie in Bewegung umsetzte:

„Antes de bailar un baile lo pinto.“

„Bevor ich einen Tanz tanze, male ich ihn.“

1946 organisierte der irische Hispanist Walter Starkie am Instituto Británico de Madrid die Ausstellungs-Konferenz El misterio del arte flamenco. Vicente Escudero leitete diese Konferenz; seine Frau Carmita García und er steuerten die Illustrationen bei. Ein Jahr später erschien sein Buch Mi baile. Darin schilderte er, wie er sich seinen Weg als Tänzer erkämpfte, und vor allem seine künstlerische Auffassung vom Flamenco. 1948 stellte er in der "Galería Clan" in Madrid seine Zeichnungen Dibujos automáticos aus. 1949 gab er eine weitere Ausstellungs-Konferenz im Ateneo in Madrid. 1950 erschien das Büchlein Pintura que baila mit 32 seiner Zeichnungen.
1951 schließlich präsentierte er im El Traschacho in Barcelona, einem Treffpunkt der Barceloneser Künstlerszene, seine berühmten Zehn Gebote, den Decálogo del baile flamenco.

### Die späten Jahre
1955 trat Vicente Escudero im Théâtre des Champs-Élysées in Paris auf. Dann reiste er in die USA und tanzte dort im Playhouse Theatre. Erneut schrieb John Martin begeisterte Kritiken, beispielsweise: „Mit seinen berühmten ‚Ritmos flamencos primitivos‘ tanzte er jetzt mit einem Lichtstrahl, der seine Füße leuchten ließ, dennoch zeigte er den feinsten, brillantesten und rhythmischsten Zapateado unserer Zeit.“ Anschließend ging er auf Tournee durch zwölf Städte, die am Ausgangspunkt New York endete. 1957 trat er mit einem Zapateado in José Valdelomars Kurzfilm Fuego en Castilla auf. Der Film wurde 1961 beim Festival von Cannes 1961 gezeigt. 1959 veröffentlichte er ein weiteres Buch, Arte flamenco jondo.
1960 organisierte er das Magno Festival de Cante Grande y Puro im Teatro de la Comedia in Madrid. Auf dieser Benefizveranstaltung zugunsten des Provinz-Hospitals übte er sich in einer weiteren Kunst: dem Gesang. Er trug Tonás, Martinetes und Deblas vor. Gemeinsam mit ihm sangen Pepe de la Matrona, Jacinto Almadén, Pericón de Cádiz, Rafael Romero, Juan Varea, Manolo Vargas, El Pili und Jarrito, auf der Gitarre begleitet von Pepe de Badajoz, Vargas Araceli und Andrés Heredia.
1961 erkrankte Carmita García an einer progressiven Lähmung. Vicente Escudero zog sich von der Bühne zurück, widmete sich ganz seiner Gefährtin und verbrauchte sein gesamtes Vermögen für ihre Behandlung. Als alle medizinischen Bemühungen nichts nutzten, reiste er mit ihr nach Lourdes, in der Hoffnung auf ein Wunder. Dies blieb jedoch aus, und Carmita starb 1964.
Vicente Escudero tanzte weiter bis 1969, bevor er sich von der Bühne zurückzog. 1963 heiratete er die katalanische Tänzerin María Márquez. 1965, im Alter von 77 Jahren, tanzte er zum letzten Mal seine Soli im madrilenischen Tablao Las Cuevas de Nerja. Anschließend ging er ein letztes Mal auf Tournee nach Frankreich, Belgien, die Niederlande, Schwedin, die Schweiz, Deutschland und Italien. 1968 leitete er in verschiedenen spanischen Großstädten Konferenzen unter Schirmherrschaft der Dirección General de Teatro y Espactaculos. 1974 ehrte ihn diese Institution in einer großen Feier im Teatro Monumental für sein Lebenswerk. An den Aufführungen zu dieser Feier nahmen das Ballet Folklórico de Festivales de España teil sowie viele namhafte Künstler, unter ihnen Antonio Gades mit seiner Kompanie und viele andere.
Seine letzten Lebensjahre litt Vicente Escudero unter großer Geldnot. Er verbrachte diese Jahre mit seiner Frau in der gemeinsamen Wohnung an der Plaza Real in Barcelona. Am 4. Dezember 1980 starb er im Alter von 92 Jahren an Herzversagen.

## Künstlerische Auffassungen

### Stolz, Haltung, Geradlinigkeit
Der Gitarrist Andrés Batista beschrieb Vicente als starken Charakter mit einer Impulsivität wie ein Vulkan, aber von großer Menschlichkeit, wissbegierig, seinerseits Fragenden gegenüber stets bereit zu ehrlicher Auskunft: eine geradlinige, direkte Persönlichkeit.

«¡Baile de hierro! ¡Baile de bronce! Así bailaría yo.»

„Tanz von Eisen! Tanz von Bronze! So würde ich tanzen.“

Mit diesen Worten schließt Escuderos Buch Mi baile. John Martin bestätigte, dass diese Haltung tatsächlich in seinen Tänzen Ausdruck finde: „Seine Kunstauffassung ist elementar bis zum Brutalen. Er bewegt sich mit der Leichtigkeit und Grazie eines prächtigen Tiers, mit gereckter Brust und Füßen, die mit der Eleganz einer Katze ihren Weg bahnen.“ Escudero selbst war sich dieser Katzenhaftigkeit bewusst. Er selbst schrieb: „Die Katzen beobachten, wenn sie spielten oder böse wurden, die Bewegungen der Tiger, der Panther oder Löwen zu studieren, das faszinierte mich.“
Aufrechte Haltung, den Körper hochmütig gereckt: so beeindruckte er sein Publikum. „Er hatte die Schönheit gotischer Architektur.“ Die aufragende Form der Bäume diente ihm als weiteres natürliches Modell für seinen Tanz. Das langsame Fallen ihrer Blätter nahm er zum Vorbild für die Darstellung von Schwerkraft in seinen Tänzen. Männliche Ausstrahlung war ihm dabei sehr wichtig. Bailar en hombre setzte er als erstes seiner Zehn Gebote. Beispielsweise solle man als Mann die Finger geschlossen halten, schrieb er: Fingerbewegungen seien ein Merkmal des weiblichen Tanzes.
Auszierungen hätten diesen Eindruck nur zerstört. Sprünge und Herumwirbeln mit den Armen nannte er garabatos, Kritzeleien, die dem reinen Flamenco fremd seien. Es sei falsch, Konzepte aus dem französischen oder russischen Ballett in den Flamenco zu transportieren. Auch Umherrennen sei falsch. Stattdessen seien ruhige, akzentuierte Schrittfolgen geboten.

### Spontaneität
Vicente Escudero war Perfektionist in seiner Arbeit. Gleichwohl ließ er normalerweise seine Darbietungen spontan vor dem Publikum entstehen. Wenn er den Sängern und den Gitarristen vertraute, probte er zuvor nicht mit ihnen.

«El que baile sabiendo anticipadamente lo que va a hacer, está más muerto que vivo.»

„Wer beim Tanzen vorher weiß, was er gleich tun wird, ist mehr tot als lebendig.“

Er verfocht die Idee des freien, spontanen Tanzes. Nichts ärgere ihn mehr als Formalität, mit Sorgfalt eine bestimmte Musik zu „wählen“, einen Tanz oder ein „Ballett“ zu „arrangieren“, schrieb er. Er höre während der Interpretation auf die Musik. Formalismen seien gut für andere Aktivitäten, aber nicht in der Kunst, und noch weniger im Tanz.

### Vicente Escuderos „Zehn Gebote des Flamencotanzes“
Im Jahr 1951 präsentierte Vicente Escudero der Öffentlichkeit einen als Decálogo del baile flamenco („Zehn Gebote des Flamencotanzes“) überschrieben Text, der die Quintessenz seiner tänzerischen Ästhetik zusammenfassen sollte, und der sich insbesondere gegen die von ihm als Traditionsbruch kritisierten Choreographien seines Konkurrenten Antonio Ruiz Soler richtete.
| Los diez mandamientos del baile flamenco puro masculino 1. Bailar en hombre. 2. Sobriedad. 3. Girar la muñeca de dentro a fuera, con los dedos juntos. 4. Las caderas quietas. 5. Bailar asentao y pastueño. 6. Armonía de pies, brazos y cabeza. 7. Estética y plástica sin mistificaciones. 8. Estilo y acento. 9. Bailar con indumentaria tradicional. 10. Lograr variedad de sonidos con el corazón, sin chapas en los zapatos, sin escenarios postozos y sin otros accesorios. | Die zehn Gebote des reinen, männlichen Flamenco-Tanzes 1. Männlich tanzen. 2. Einfachheit. 3. Das Handgelenk von innen nach außen drehen, mit geschlossenen Fingern. 4. Die Hüften ruhig. 5. Ruhig und gefasst tanzen. 6. Harmonie von Füßen, Armen und Haupt. 7. Ästhetik und Ausdruck ohne Mystifikationen. 8. Stil und Akzent. 9. In traditioneller Kleidung tanzen. 10. Verschiedene Klänge mit dem Herzen gestalten, ohne eiserne Beschläge an den Schuhen, ohne künstliche Bühnenböden und andere Hilfsmittel. |

## Publikationen
- Mi baile. Montaner y Simón, Madrid 1947.
- Pintura que baila. Afrodisio Aguado, Madrid 1950.
- Arte flamenco jondo. Estades Artes Gráficas, Madrid 1959.
- Mi baile y otros textos. Athenaica Ediciones Universitarias, Sevilla 2017, ISBN 978-84-1732-504-6.

## Deutschsprachige Literatur
- Kersten Knipp: Flamenco. Suhrkamp, Frankfurt am Main 2006, ISBN 3-518-45824-8, S. 188 f.